# Bourg-Saint-Pierre
Bourg-Saint-Pierre (en alemán Sankt Petersburg) es una comuna suiza del cantón del Valais, localizada en el distrito de Entremont. Limita al norte con la comuna des Liddes, al este con Bagnes y Ollomont (ITA-AO), al sur con Etroubles (IT-AO), Saint-Oyen (IT-AO) y Saint-Rhémy-en-Bosses (IT-AO), y al oeste con Orsières.